# 克拉古耶瓦茨
克拉古耶瓦茨（塞尔维亚语：／，發音：[krǎɡujeʋats] ⓘ）是塞尔维亚的第四大城市（继贝尔格莱德、诺威萨和尼什），舒马迪亚州首府，舒马迪亚地区的最大城市。克拉古耶瓦茨的主要工业是武器和军火制造业。
克拉古耶瓦茨在1476年成立，塞尔维亚独立后的第一所大学在1838年于该市建立，克拉古耶瓦茨大学（1976年成立）也建于该市。1818年至1839年间，克拉古耶瓦茨是塞尔维亚公国的首都。

## 姐妹城市
- 法国敘雷訥（1967年）
- 罗马尼亚皮特什蒂（1971年）
- 北马其顿奥赫里德（2001年）
- 波兰比得哥什（1971年）
- 波兰别尔斯科-比亚瓦（2002年）
- 美国俄亥俄州斯普林菲尔德（2002年）
- 意大利雷焦艾米利亚（2004年）
- 克罗地亚卡尔洛瓦茨
- 白俄罗斯莫吉廖夫（2006年）
- 德国因戈爾施塔特